# カスハガの世界
『カスハガの世界』（カスハガのせかい）は、みうらじゅんによる日本の漫画作品。『モーニング』にて連載された。単行本は全1巻、文庫版全1巻。

## 概要
マイブーマーのみうらじゅんならではの発案で、日本各地から送られてくる人気のない、売れ残ってるカスの絵葉書（通称：カスハガ）を読者から投稿してもらい、バックボーンや絵の持ってる意味を考える。一応、漫画の欄に連載しており、読者投稿欄には載っていない。